# Giorgi Korsantia
Giorgi Korsantia (nacido el 11 de enero de 1998 en Georgia), es un baloncestista georgiano que pertenece a la plantilla del San Sebastián Gipuzkoa Basket Club de la Primera FEB. Con 2,03 metros de estatura, juega en la posición de ala-pívot. Es internacional con la Selección de baloncesto de Georgia.

## Trayectoria deportiva
Es un ala-pívot formado en la Universidad Estatal de Tiflis donde formaría parte de su equipo de baloncesto en el que debutaría en la Georgian Super Liga durante la temporada 2018-19.
En la temporada 2020-21, firma por el Caen Basket Calvados de la Nationale Masculine 1 francesa.
En la temporada 2021-22, regresa a su país para jugar en el BC Kutaisi.
En la temporada 2022-23, firma por el KK Gostivar 2015 de la Makedonska Prva Liga.
En la temporada 2024-25, forma parte de la plantilla del BC Kutaisi con el que disputa la liga doméstica en la que promedia 20 puntos y 12 rebotes por encuentro. También disputa la FIBA Europe Cup, realizando unos promedios de 18,5 puntos y 11 rebotes por encuentro.
El 3 de julio de 2025, firma por el San Sebastián Gipuzkoa Basket Club de Primera FEB.

### Selección nacional
En 2021, debuta con la Selección de baloncesto de Georgia, tras haber sido también seleccionado en las categorías inferiores.